# Karin Kessler
Karin Kessler, geborene Karin Rettmeyer (* 25. April 1939 in Hamburg), ist eine ehemalige deutsche Leichtathletin, die – für die Bundesrepublik startend – in den 1960er Jahren als 800-Meter-Läuferin erfolgreich war. Am 16. August 1967 war sie in Düsseldorf an einem Weltrekord im 3-mal-800-Meter-Staffellauf beteiligt (6:21,0 min: Antje Gleichfeld, Anita Rottmüller, Karin Kessler).
Sie startete bei den Leichtathletik-Europameisterschaften 1962 und schied dort im Zwischenlauf aus.
Bei den Europäischen Hallenspielen wurde sie 1966 Zweite (2:10,8 min) und 1967 Erste (2:08,2 min.)
Karin Kessler wurde achtmal Deutsche Meisterin der Bundesrepublik: 1967 im 800-Meter-Lauf (2:05,9 min), mit der 3 × 800-m-Staffel der LG Alstertal-Garstedt und im Kurzstrecken-Crosslauf. 1968 im 800-Meter-Lauf (2:06,8 min) und mit der 3 × 800-m-Staffel. Hinzu kommen 1965 und 1966 zwei Meistertitel in der Mannschaftswertung des Fünfkampfs und 1967 die Mannschaftswertung im Crosslauf, jeweils mit der LG Alstertal-Garstedt.
Einen deutschen Rekord der Bundesrepublik im 800-Meter-Lauf stellte sie mit 2:03,6 min am 28. Juni 1967 in Köln auf (zugleich gesamtdeutsche Bestleistung.)
Karin Kessler startete für den Düsseldorfer SV 04 und die LG Alstertal/Garstedt Hamburg. In ihrer Wettkampfzeit wog sie 69 kg bei 1,78 m Größe.